# Privatdetektiv Harry Holl
Privatdetektiv Harry Holl ist eine 7-teilige, in schwarz-weiß gedrehte Krimiserie, die zwischen September 1963 und Januar 1964 im ZDF erstmals gesendet wurde.

## Inhalt
Harry Holl lebt in London, seine Fälle führen ihn aber um den ganzen Erdball. So ermittelt er beispielsweise in den USA, Deutschland oder an der Riviera. Gelegentlich unterstützt er aber auch die britische Polizei, wenn diese bei ihren Ermittlungen auf der Stelle tritt. Dabei geht es um unterschiedliche Delikte wie Mord, Juwelendiebstahl oder Tresoreinbrüche.

## Sonstiges
Über Hauptdarsteller Udo Kämper sind keinerlei Einzelheiten in Erfahrung zu bringen. Laut Krimihomepage arbeitete der Vater der Sängerin C. C. Tennissen zunächst als Seemann, Hochseilartist, Tischler und Ballettmeister, ehe er 1963 seine relativ kurze Schauspielkarriere begann. Unter anderem war er in dem Jahr in dem Film Jack und Jenny zu sehen, 1968 stand er noch einmal für die Jerry-Cotton-Verfilmung Dynamit in grüner Seide vor der Kamera.
Regisseur Wolfgang Bellenbaum, der unter verschiedenen Pseudonymen arbeitete, inszenierte die Serie als Jochen Wiedermann. Ein weiterer Regisseur war Ralph Lothar. Bruno Hampel verfasste die Bücher unter dem Pseudonym Nikolaus Hix.
Die einzelnen Folgen liefen in unregelmäßigen Abständen, meist aber 14-täglich, mittwochs ab 19 Uhr. Lediglich die erste Folge wurde bereits ab 18.45 Uhr ausgestrahlt.

## Episodenliste
| Folge | Erstausstrahlung   | Titel                             | Gastdarsteller (Auswahl)        |
| 1     | 25. September 1963 | Alte Freunde klingeln nicht       | Benno Hoffmann                  |
| 2     | 9. Oktober 1963    | Die Villa am Teufelssee           | Toni Herbert, Heinz Welzel      |
| 3     | 23. Oktober 1963   | Wenn Zeugen versagen              | Zeev Berlinsky                  |
| 4     | 6. November 1963   | Die Tresore der Firma Livingstone | Jochen Sehrndt, Rolf Marnitz    |
| 5     | 27. November 1963  | Die Nacht von Curaçao             | Benno Hoffmann, Lothar Grützner |
| 6     | 11. Dezember 1963  | Es geschah im Nebel               | Wolfram Schaerf                 |
| 7     | 15. Januar 1964    | Charterflug 707                   | Burghild Schreiber              |